# 韋斯特韋站
韋斯特韋站（英語：Westerway station）是澳大利亚塔斯马尼亚州达文特河谷铁路上的一个火车站。始建于1909年，作為從格莱诺延伸出來的支線車站。
该站是驮马前往亚当斯菲尔德锇矿的起点。随着木材工业对该地区变得越来越重要，锯木厂被建造起来，铁路被用来将原木运送到博耶和霍巴特。到1990年代，新興的交通方式使铁路的继续使用变得无利可图，到1995年，已經没有火车驶过新诺福克。然而最近，德文特河谷铁路開通了觀光鐵路以便遊客游览该地区。德文特谷铁路的志愿者已经修复了韋斯特韋站的站房。